# A Laracha
A Laracha – gmina w Hiszpanii, w prowincji A Coruña, w Galicji, o powierzchni 125,95 km². W 2011 roku gmina liczyła 11 367 mieszkańców.